# شلویزگروند
شلویزگروند (به آلمانی: Schleusegrund) یک شهر در آلمان است که در هیلدبورگهاوزن واقع شده‌است. شلویزگروند ۳٬۳۱۴ نفر جمعیت دارد.